# Одобешть
Одобешть, Одобешті (рум. Odobești) — місто у повіті Вранча в Румунії. Адміністративно місту також підпорядковане село Уніря (населення 1497 осіб, 2002 рік).
Місто розташоване на відстані 166 км на північний схід від Бухареста, 11 км на північний захід від Фокшан, 83 км на північний захід від Галаца, 114 км на схід від Брашова.

## Населення
За даними перепису населення 2002 року у місті проживали 8000 осіб.
Національний склад населення міста:
| Національність   | Кількість осіб | Відсоток |
| ---------------- | -------------- | -------- |
| румуни           | 7951           | 99,4%    |
| цигани           | 14             | 0,2%     |
| угорці           | 12             | 0,2%     |
| турки            | 7              | 0,1%     |
| євреї            | 6              | 0,1%     |
| росіяни-липовани | 3              | < 0,1%   |
| німці            | 2              | < 0,1%   |
| греки            | 2              | < 0,1%   |

Рідною мовою назвали:
| Мова      | Кількість осіб | Відсоток |
| --------- | -------------- | -------- |
| румунська | 7965           | 99,6%    |
| циганська | 13             | 0,2%     |
| угорська  | 11             | 0,1%     |
| турецька  | 7              | 0,1%     |
| російська | 3              | < 0,1%   |
| німецька  | 1              | < 0,1%   |

Склад населення міста за віросповіданням:
| Релігія        | Кількість осіб | Відсоток |
| -------------- | -------------- | -------- |
| православні    | 7909           | 98,9%    |
| римо-католики  | 49             | 0,6%     |
| старообрядці   | 18             | 0,2%     |
| мусульмани     | 7              | 0,1%     |
| бретрени       | 6              | 0,1%     |
| юдеї           | 6              | 0,1%     |
| баптисти       | 4              | 0,1%     |
| греко-католики | 1              | < 0,1%   |

## Зовнішні посилання
- Дані про місто Одобешть на сайті Ghidul Primăriilor